# 20 germinal
20 ventôse 20 floréal
Le décadi 20 germinal, officiellement dénommé jour de la ruche, est le 200e jour de l'année du calendrier républicain.
C'était généralement le 9e jour du mois d'avril dans le calendrier grégorien.